# 사이타마현립 후도오카 고등학교

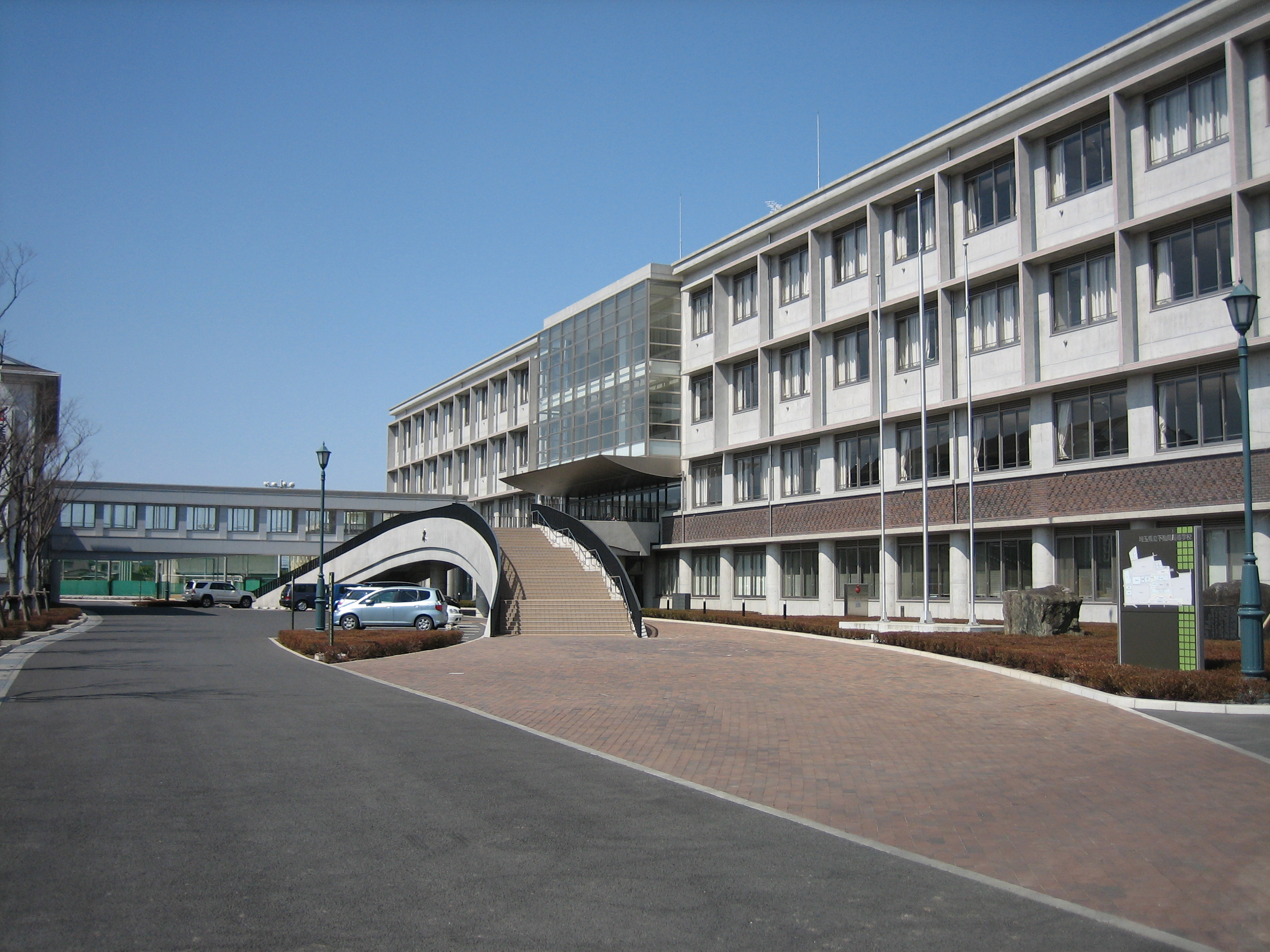
사이타마 현립 후도오카 고등학교

사이타마현립 후도오카 고등학교(埼玉県立不動岡高等学校)는 일본 사이타마현 가조시 후도오카1정목 소재 현립 고등학교이다.